# Lila Azam Zanganeh
Lila Azam Zanganeh és una escriptora francesa. Va néixer a París de pares iranians. Després d'estudiar a La Sorbona, va ser professora de Literatura i Llengües romàniques a Harvard. Des del 2002 els seus articles han estat publicats a Le Monde, The New York Times, The International Herald Tribune, The Nation, The Paris Review i La Repubblica. El seu primer llibre, El encantador. Nabokov y la felicidad (Duomo, 2012), ha estat traduït a diverses llengües i actualment treballa en una nova novel·la, Orlando Inventions.